# Hans Bertle

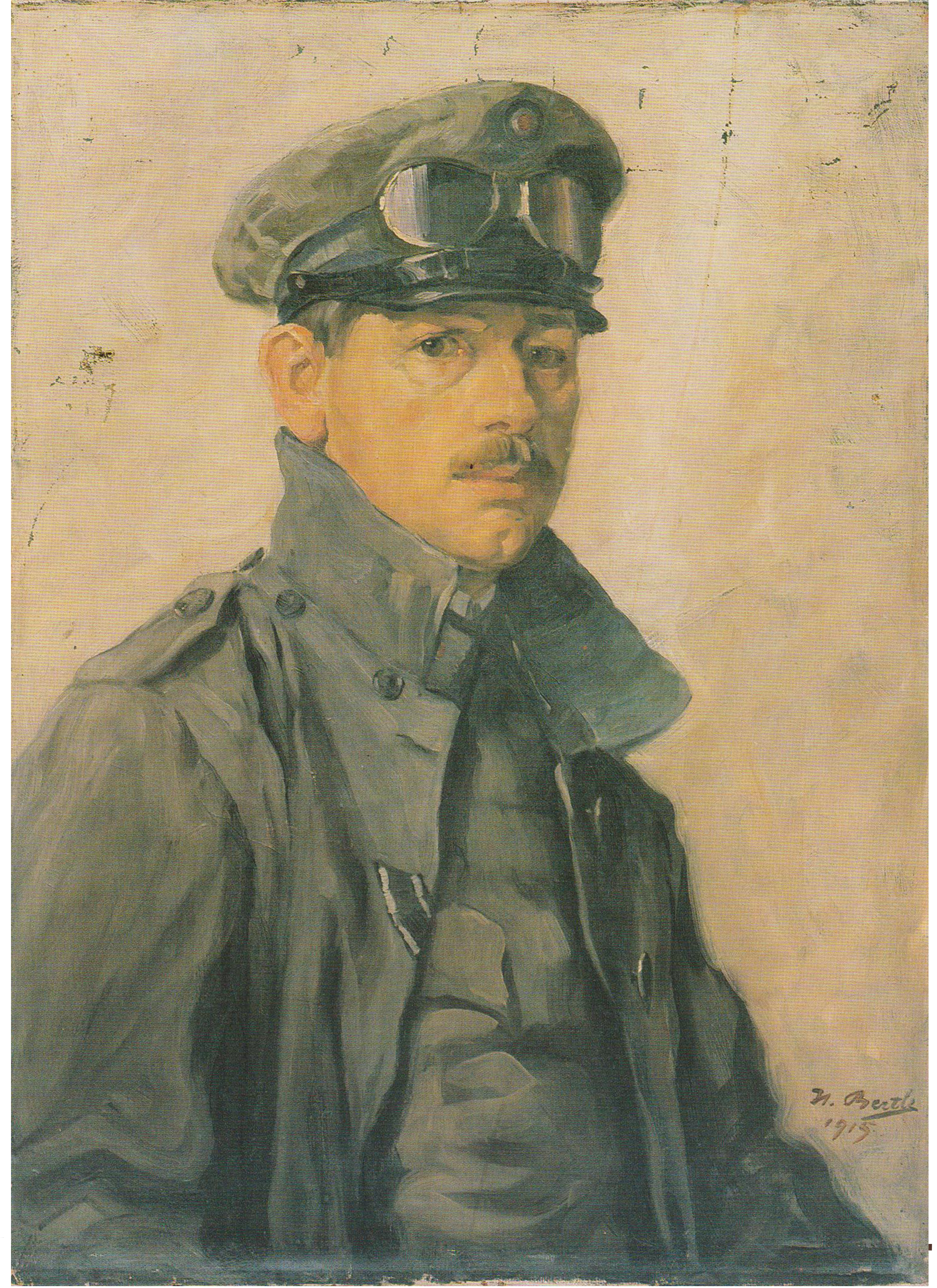
Selbstbildnis von 1915

Hans Bertle (gebürtig Johann Bertle; * 11. April 1880 in Schruns; † 4. April 1943 ebenda) war ein österreichischer Maler und Kriegsmaler. Er war Mitglied der bekannten Künstlerfamilie Bertle und zugleich deren bekanntester Vertreter.

## Leben

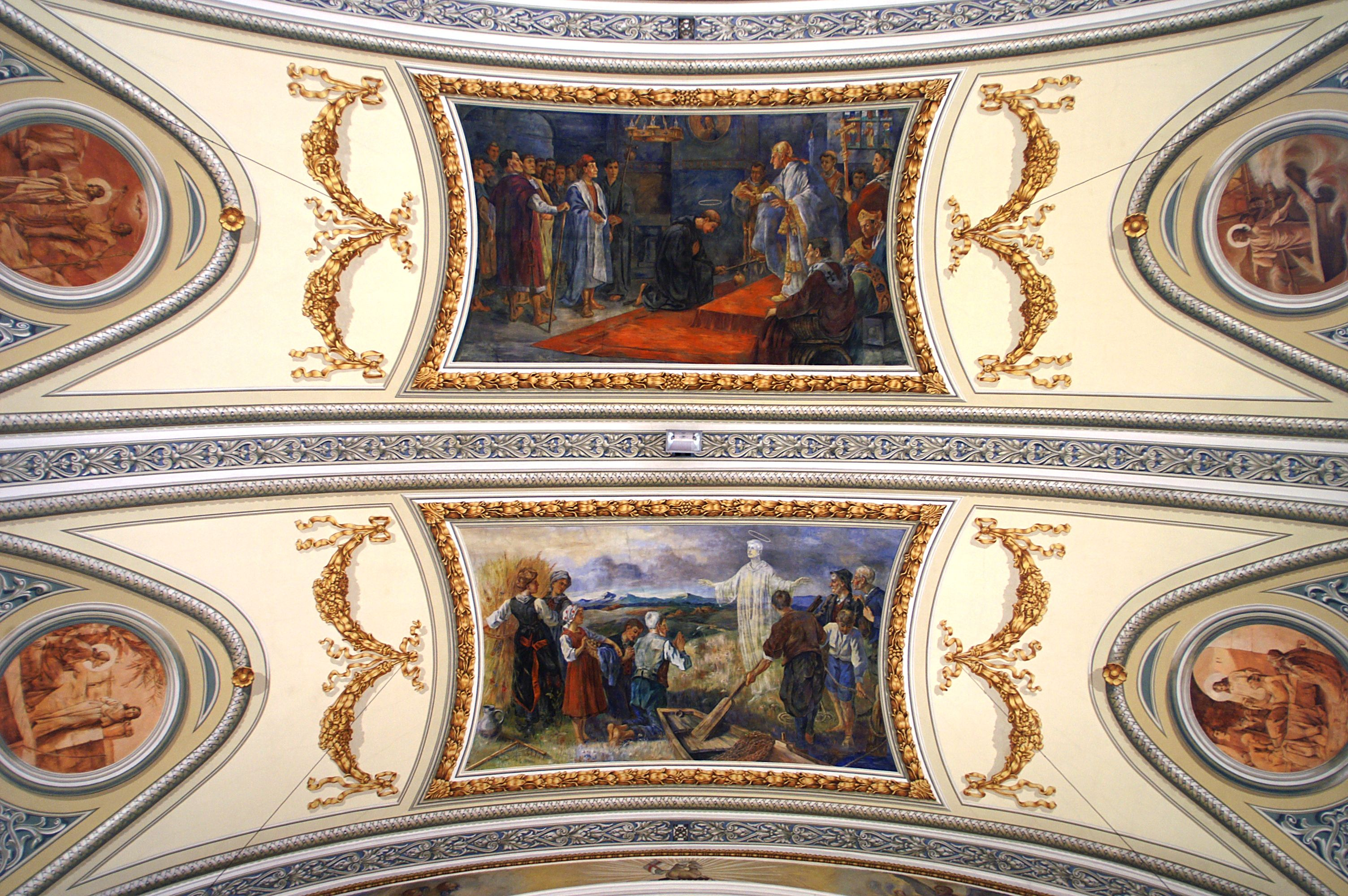
Deckengemälde der Pfarrkirche Schruns: „Begegnung mit dem Papst“, „Als Patron der Landleute“ (1905–1907)

Hans Bertle erblickte am 11. April 1880 in Schruns im Vorarlberger Montafon das Licht der Welt. Er ging aus der Ehe zwischen Magdalena und Jakob Bertle hervor und war eines von fünf Kindern aus selbiger. Hans (eigentlich Johann) war der älteste und zugleich der einzige, der die künstlerische Tradition der Familie fortsetzte, die für anderthalb Jahrhunderte die künstlerische Landschaft des Montafons und für Jahrzehnte sogar die des ganzen Landes prägte.
Er besuchte die Volksschule in Schruns und trat 1893 in das Gymnasium vom Schweizer Einsiedeln ein, das er 1897 mit Matura abschloss. Da zu dieser Zeit in Vorarlberg keine Ausbildungsstätte für Kunst existierte, ging er anschließend wie viele andere nach München, um dort an der Münchner Akademie im künstlerischen Fach ausgebildet zu werden.

### Aufenthalt in München
Während seiner Studienzeit bereiste er u. a. Frankreich und Italien. Vor allem sein Aufenthalt in Rom im Jahr 1904 beeinflusste ihn künstlerisch sehr, was man an den sehr südländisch gemalten Landschaften erkennen konnte.
Zwischen 1905 und 1907 gestaltete er die fünf großen Deckengemälde und die Deckenbilder zum Leben des Heiligen Jodok im Langhaus der Pfarrkirche Schruns.
Im März 1907 erhielt er für bedeutende Leistungen auf dem Gebiet der Porträtmalerei die Silberne Medaille für Kunst und Wissenschaft des Königreiches Bayern. 1909 heiratete er Rosa Adam, die einer bekannten Münchner Künstlerfamilie entstammte. 1910 wurde er als ordentliches Mitglied in die Münchner Künstlergenossenschaft und in den Münchner Künstlerbund „Ring“ aufgenommen. In den Jahren 1910 und 1911 wurden zwei Kinder, Hannes und Marie Antoinette, geboren. Einige Jahre vor Beginn des Ersten Weltkrieges leitete er in München eine eigene Schule für Malerei.

### Während des Ersten Weltkriegs

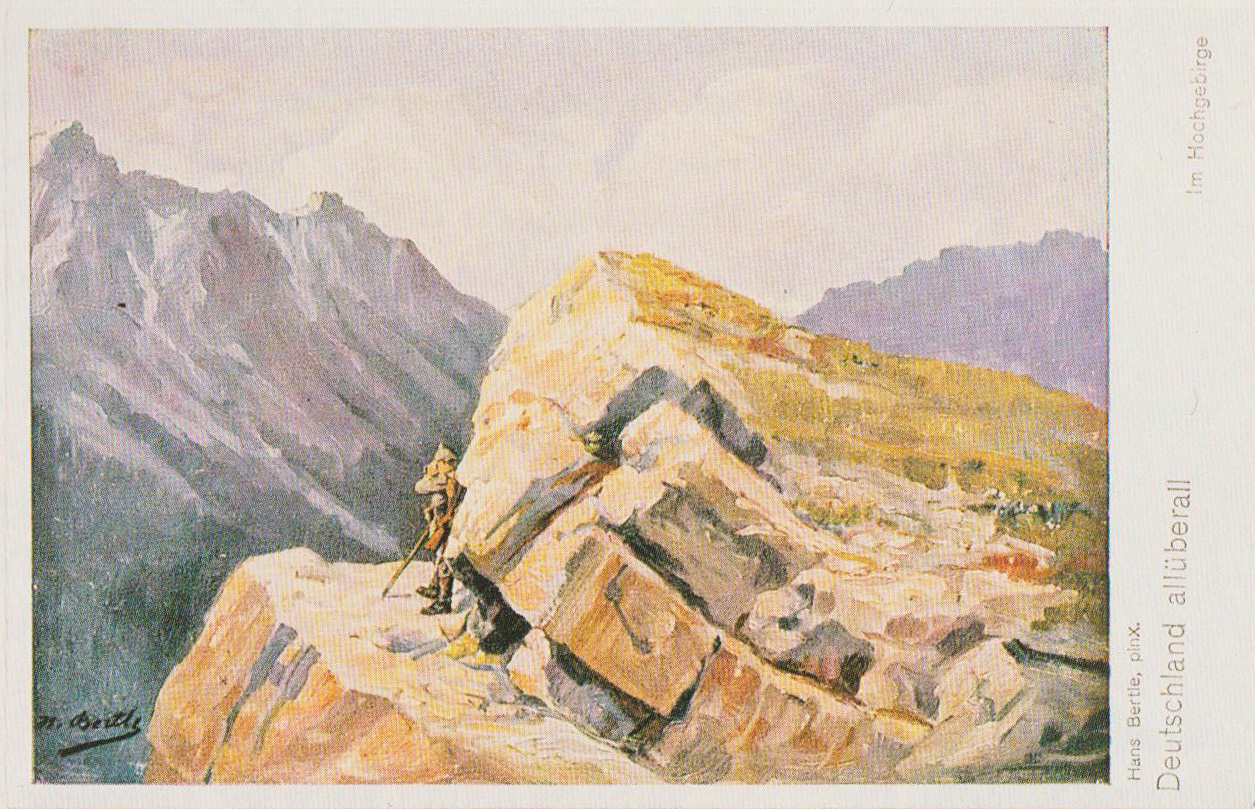
„Im Hochgebirge“, Postkarte von 1914/15

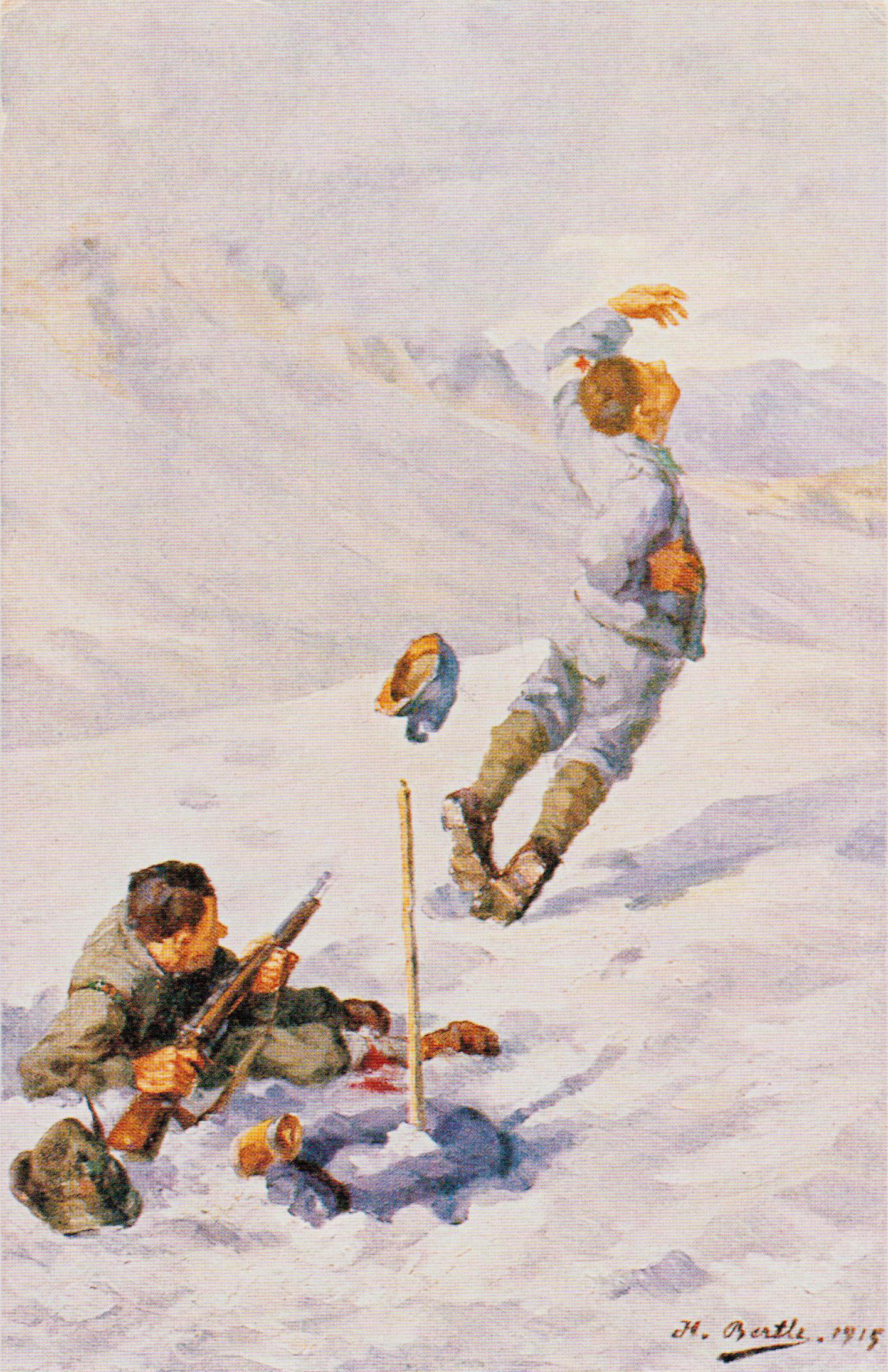
„Verwundeter Alpinist“, 1915

Hans Bertle trat im November 1914 freiwillig in die deutsche Armee ein. Im Februar 1915 wurde ihm das Eiserne Kreuz für seinen Einsatz an der Westfront verliehen. Nachdem die Italiener dem österreichischen Kaiserreich im Mai 1915 den Krieg erklärt hatten, wechselte er zur Südfront und rückte bei den Standschützen ein. Daraufhin bekam er die Silberne Tapferkeitsmedaille verliehen.
Im Jahr 1917 wurde er zum Standschützenleutnant und Kriegsmaler ernannt, da er während des Krieges zahlreiche Bilder vom Geschehen an der Front schuf und geschaffen hatte. Dabei fertigte er dutzende Postkarten, aber auch Gemälde, die großteils Historienbildcharakter besaßen, an. Nach dem Krieg und der Entlassung aus dem Heer erhielt er das Ritterkreuz des Franz-Joseph-Ordens und die Familie Bertle übersiedelte nach Wien.

### Nach dem Ersten Weltkrieg

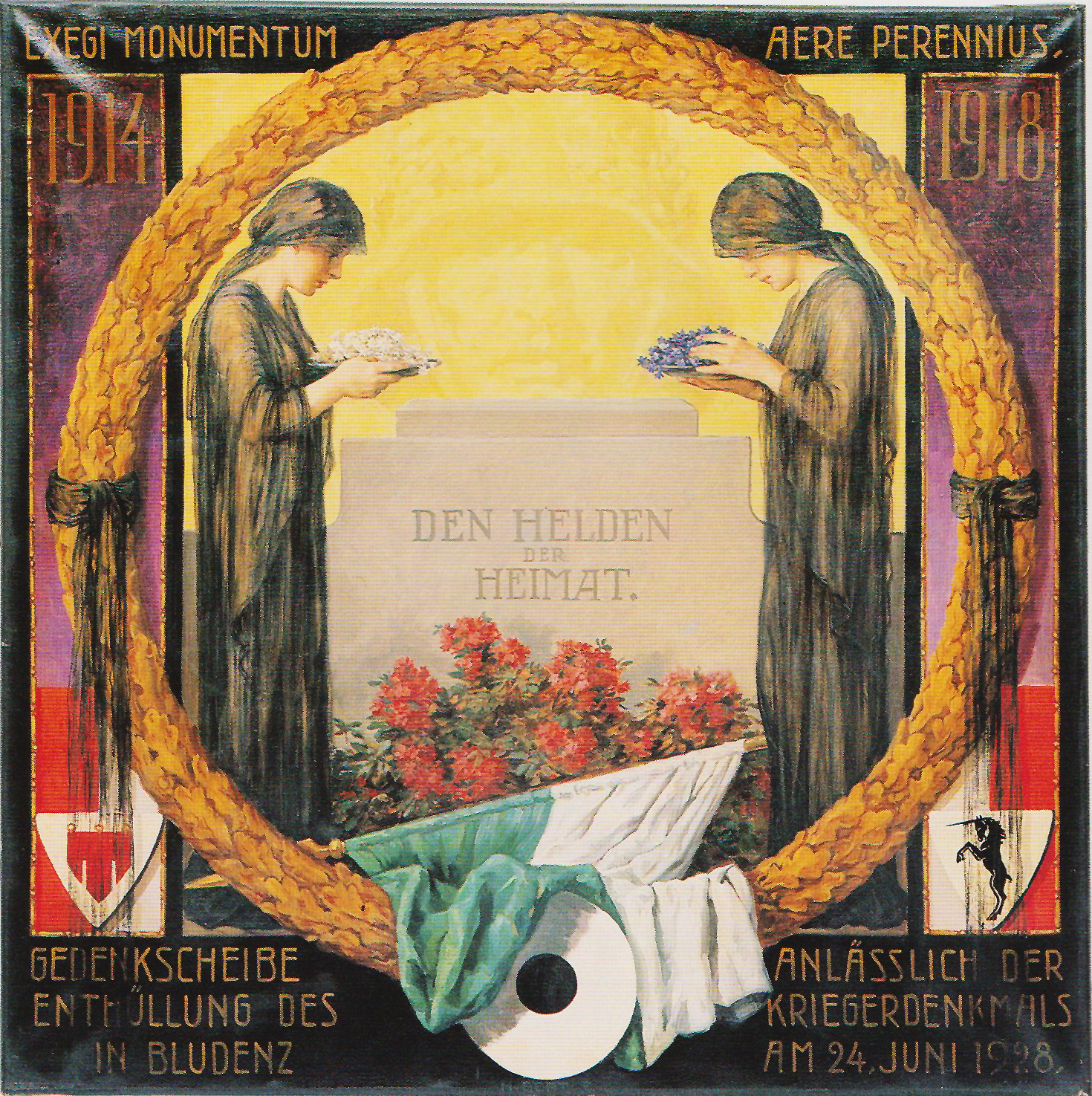
Kriegerdenkmal, 1928

1919 wurde ihm ein Preis der Stadt Wien für sein Werk Alt-Wienerin verliehen. Im selben Jahr noch fertigte er Porträts des Staatskanzlers Karl Renner und seines Vizekanzlers Jodok Fink an. In den darauffolgenden Jahren reiste er aufgrund von Porträtaufträgen nach Vorarlberg, in die Schweiz, nach Luxemburg und Mailand. Er entwarf dabei u. a. das Gemeindewappen von Schruns. Von ihm stammen zudem 118 Federzeichnungen im Buch von Felix Salten: Bambi, eine Lebensgeschichte aus dem Walde.

### Tod und Nachlass Hans Bertles
Am 4. April 1943 starb Hans Bertle nach längerem Leiden in seinem Geburtsort Schruns, wohin er sich aufgrund seiner langanhaltenden Krankheit zurückgezogen hatte. Er hinterließ über 1000 Zeichnungen, Illustrationen, Porträts und Kriegsbilder.

### Rezeption
Die Bilder hatten zu Kriegszeiten große Bedeutung für die Kriegsberichterstattung und moralische Unterstützung für das Heimatvolk. Der Feind der deutschen Soldaten wird dabei als überrascht, am Boden liegend, flehend und klar unterlegen dargestellt. Bilder mit der Bezeichnung „Deutschland allüberall“ vermitteln dabei einmal mehr die Tüchtigkeit und Allgegenwärtigkeit der deutschen Truppen.
Ebenso von großer Bedeutung waren Eroberungsschlachten auf z. B. steilen Pässen und hohen Gipfeln (Wiedereroberung des Castellacio, Erstürmung der Albola-Spitze, Sturm und Handgranatenkampf auf Pass Buole) sowie spektakuläre Einzelschicksale und übersichtliche Gefechtsstellungen (Die Schlacht auf dem Presena-Gletscher). Zudem wurden auch soziale Aspekte (Die Evakuierung eines vom Krieg bedrohten Ortes im Tonale-Gebiet), technische Details (Laden eines 30,5-cm-Mörsers der österreichischen Artillerie an der Tonale-Front) und religiöse Momente (Siegesdankmesse auf dem Presenagletscher) von ihm festgehalten.

## Werke (Auswahl)
- Gefecht am Presenagletscher am 9. Mai 1915 (Wien, Heeresgeschichtliches Museum), 1915, Öl auf Leinwand, 112 × 161 cm
- Porträt GO Friedrich Freiherr von Georgie (1852-1926) (Wien, Heeresgeschichtliches Museum), undatiert, Öl auf Leinwand, 131 × 85 cm
- Kampfszene auf einem Felsgrat (Wien, Heeresgeschichtliches Museum), 1915, Öl auf Leinwand, 60,5 × 47 cm
- Die Gefangennahme des Cesare Battisti (1875-1916) auf dem Monte Corno, am 10. Juli 1916 (Wien, Heeresgeschichtliches Museum), 1916, Aquarell, 29,7 × 20,9 cm

## Auszeichnungen
- Silberne Medaille für Kunst und Wissenschaft des Königreiches Bayern
- Eisernes Kreuz 2. Klasse
- Silberne Tapferkeitsmedaille
- Ritterkreuz des Franz-Joseph-Ordens
- Silberne Medaille des Dürer-Bundes

## Galerie

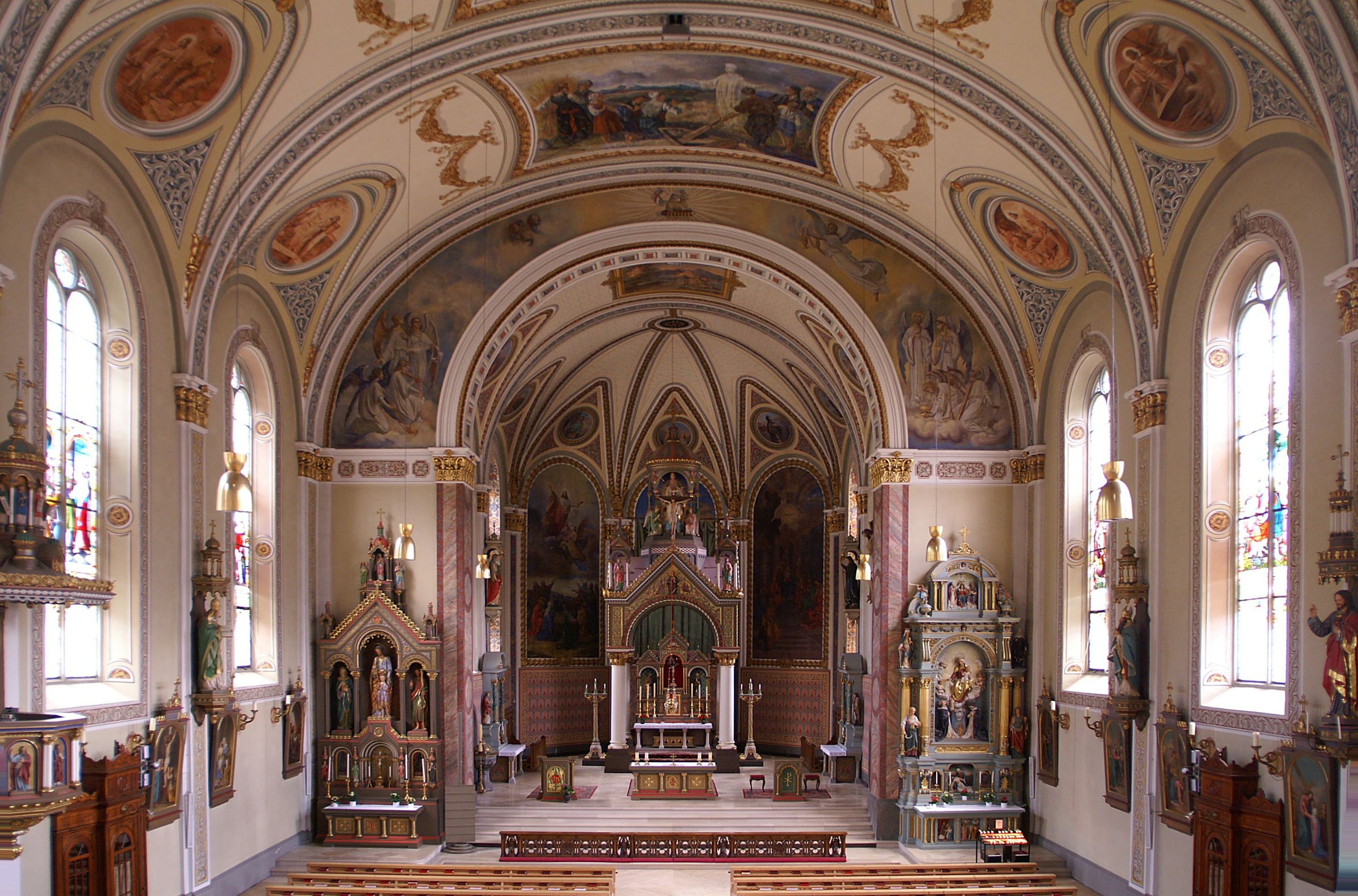
Pfarrkirche Schruns in Schruns, 1905–1907
Wintersportwerbeplakat, 1909
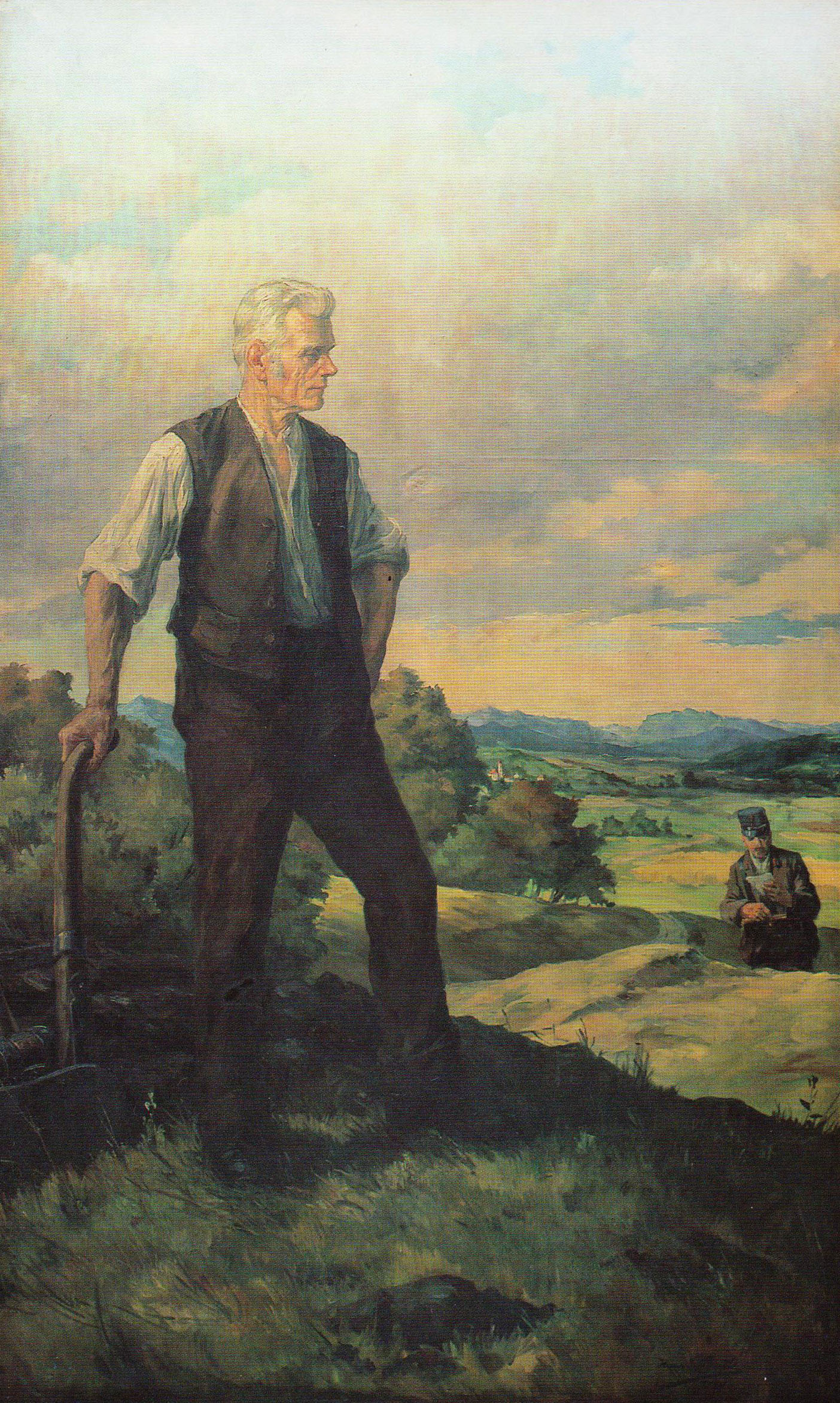
„Die Berufung“, Porträt Jodok Fink, 1920
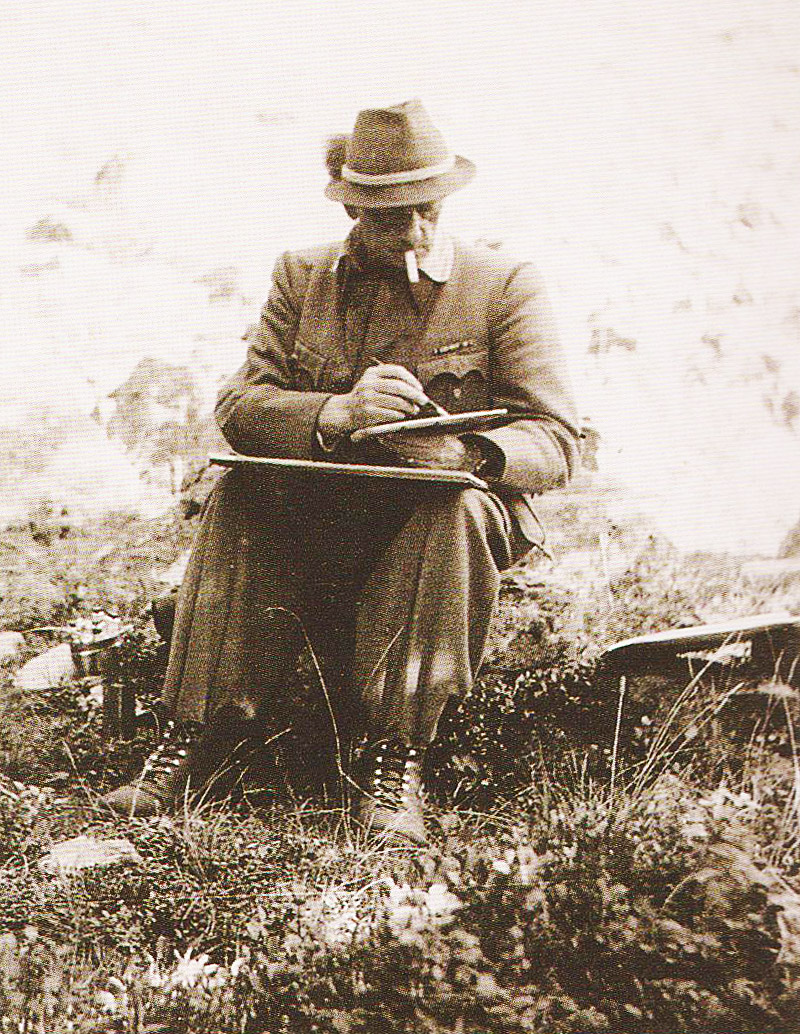
Porträt Hans Bertle, 1942
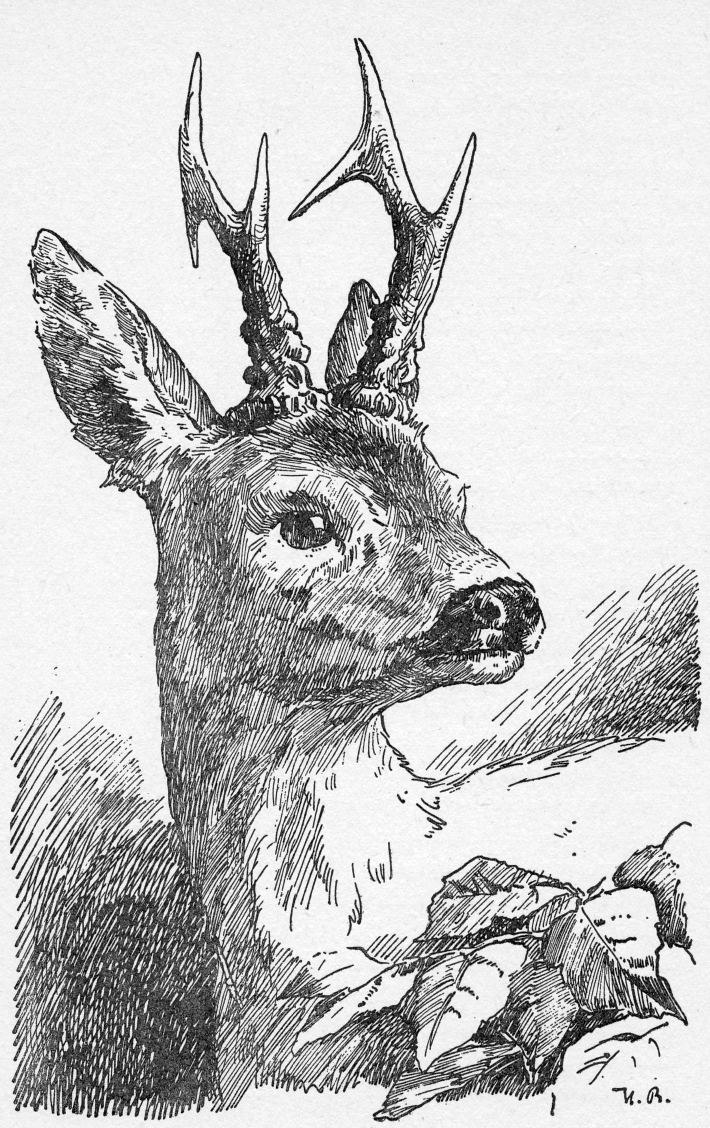
Illustration für Bambis Kinder, 1939–1940

| Personendaten    | Personendaten                |
| ---------------- | ---------------------------- |
| NAME             | Bertle, Hans                 |
| ALTERNATIVNAMEN  | Bertle, Johann (Geburtsname) |
| KURZBESCHREIBUNG | österreichischer Maler       |
| GEBURTSDATUM     | 11. April 1880               |
| GEBURTSORT       | Schruns, Vorarlberg          |
| STERBEDATUM      | 4. April 1943                |
| STERBEORT        | Schruns, Vorarlberg          |